# Arábia Saudita nos Jogos Olímpicos da Juventude
A Arábia Saudita competiu nas duas edições realizada até ao momento dos Jogos Olímpicos de Verão da Juventude (2010 e 2014), não participando na edição de Inverno de 2012.

## Quadro de Medalhas

### Medalhas por Jogos de Verão
| Jogos          | Ouro | Prata | Bronze | Total |
| Singapura 2010 | 0    | 0     | 0      | 1     |
| Total          | 0    | 0     | 1      | 1     |

### Medalhas por Esportes
| Esporte | Ouro | Prata | Bronze | Total |
| Hipismo | 0    | 0     | 1      | 1     |
| Total   | 0    | 0     | 0      | 1     |

### Medalhistas
| Edição                   | Medalha | Nome                 | Esporte | Evento            |
| ------------------------ | ------- | -------------------- | ------- | ----------------- |
| Verão de 2010 (1 Bronze) | Bronze  | Dalma Rushdie Malhas | Hipismo | Saltos individual |